# Heteragrion brianmayi
Heteragrion brianmayi é uma espécie de libélula pertencentes ao gênero Heteragrion. 
Pertencente à subordem Zygoptera, este inseto foi descrito pela primeira vez em 2013 e recebeu sua nomenclatura binomial em homenagem ao cantor e compositor Brian May.   Outros três insetos da mesma ordem descobertos na mesma pesquisa também receberam nomes científicos homenageando os demais integrantes da banda de rock britânica Queen. Estas espécies foram denominadas Heteragrion freddiemercuryi, em homenagem à Freddie Mercury;  Heteragrion rogertaylori,  homenageando Roger Taylor; e  Heteragrion johndeaconi, como homenagem à John Deacon.

## Descrição e Habitat
Os insetos da espécie Heteragrion brianmayi consistem em pequenas libélulas endêmicas do Brasil, habitando sobretudo setores próximos à Serra do Mar.   Esses artropodes são encontrados, sobretudo nos estados de São Paulo e Paraná, em áreas litorâneas e nas encostas da Serra do Mar. 